# Dia Internacional dos Bancos
A Assembleia Geral das Nações Unidas decidiu designar o dia 4 de dezembro como o Dia Internacional dos Bancos, a ser comemorado todos os anos.

## Dia Internacional dos Bancos 2022
Em 13 de dezembro de 2019, a Assembleia Geral das Nações Unidas, na Resolução 74/L.38, decidiu designar o dia 4 de dezembro como o Dia Internacional dos Bancos, a ser observado todos os anos.
Os Bancos no financiamento do desenvolvimento
Em 19 de dezembro de 2019, a Assembleia Geral das Nações Unidas adotou a resolução 74/245, designando o dia 4 de dezembro como o Dia Internacional dos Bancos, em reconhecimento ao importante potencial dos bancos multilaterais de desenvolvimento e de outros bancos internacionais de desenvolvimento no financiamento do desenvolvimento sustentável. A resolução também reconhece a contribuição vital dos sistemas bancários dos Estados-membros para a melhoria dos padrões de vida.
Anteriormente, em setembro de 2015, a Assembleia havia estabelecido uma série de objetivos. Na resolução intitulada “Transformando nosso mundo: a Agenda 2030 para o Desenvolvimento Sustentável”, ela adotou um conjunto abrangente de objetivos e metas de desenvolvimento sustentável de longo alcance, centrados nas pessoas, universais e transformadores, com o compromisso de trabalhar incansavelmente para alcançar a implementação total da Agenda até 2030.

Na resolução, a Assembleia reconhece ainda que a erradicação da pobreza em todas as suas formas e dimensões, incluindo a pobreza extrema, é o maior desafio global que o mundo enfrenta e um requisito indispensável para o desenvolvimento sustentável. Os Objetivos buscam alcançar o desenvolvimento sustentável em três dimensões — econômica, social e ambiental — de forma equilibrada e integrada. A Assembleia também está comprometida em aproveitar as conquistas dos Objetivos de Desenvolvimento do Milênio e em abordar os assuntos pendentes.— Organização das Nações Unidas